# The Eddystone
The Eddystone es un antiguo hotel de 13 pisos ubicado en Midtown de Detroit, Míchigan, en 100 Sproat Street. Fue incluido en el Registro Nacional de Lugares Históricos en 2006. Fue diseñado en estilo neorrenacentista por Louis Kamper y construido en 1924.

## Historia

### Uso como hotel hasta la década de 1990
El Eddystone es uno de los tres hoteles en Park Avenue diseñados por Louis Kamper para Lew Tuller; los otros dos son el Park Avenue House en 2305 Park Avenue y el antiguo Park Avenue Hotel en 2643 Park Avenue (frente a Sproat Eddystone). Los tres están en el Registro Nacional de Lugares Históricos. El Park Avenue Hotel fue demolido en 2015.
El Eddystone fue el primero de estos hoteles en ser construido. Tuller ya tenía otros hoteles y, a principios de la década de 1920, la parte norte de Park Avenue parecía un lugar ideal para expandir su imperio hotelero. Tuller contrató a Louis Kamper para diseñar el hotel en la esquina de Park Avenue y Sproat, y el edificio fue construido en 1924. El hotel tenía 312 habitaciones, la mayoría de las cuales se alquilaban mensualmente.
Sin embargo, Tuller se había excedido financieramente en la construcción de sus hoteles, y en 1928 perdió los tres hoteles de Park Avenue. El financiero David P. Katz compró el edificio y lo poseyó hasta 1966. Sin embargo, el área que rodea el Eddystone se empobreció más, y a medida que disminuyó la fortuna del vecindario, también lo hicieron los Eddystone. Continuó funcionando como un hotel residencial hasta finales de la década de 1990, cuando fue abandonado.

### Intentos de reconstrucción
En 2005, la entonces gobernadora de Míchigan, Jennifer M. Granholm, anunció los planes para convertir el Eddystone en 60 condominios con locales comerciales a nivel de calle. En agosto de 2010, se estaba trabajando en el sitio para asegurar los pisos inferiores del edificio tapiando las ventanas. Sin embargo, la renovación planeada nunca ocurrió, y el edificio continuó vacío.
En 2015, Olympia Entertainment demolió el hotel Park Avenue para construir el Little Caesars Arena, y a cambio se comprometió a reconstruir The Eddystone. El acuerdo de 2015 especificaba que tenía que hacerlo dentro de un año de la emisión de un certificado de ocupación para Little Caesars Arena, que se emitió el 12 de septiembre de 2017. A 2018, eso no ha sucedido.

## Descripción
El Eddystone Hotel es un edificio de estilo neorrenacentista y estructura de acero rectangular de trece pisos, revestido de ladrillo, piedra caliza y terracota. Los pisos primero y segundo están revestidos con piedra caliza, y los pisos superiores están revestidos con ladrillos amarillos. Una cornisa denticulada separa los pisos segundo y tercero, y otro cinturón de terracota separa los pisos undécimo y duodécimo. Se utilizan elementos decorativos de terracota alrededor de las ventanas en los pisos tercero, cuarto y duodécimo, y una cornisa de terracota cubre el edificio.
La fachada principal tiene siete bahías de ancho, con las cinco bahías centrales que contienen ventanas emparejadas en cada piso y las bahías finales que contienen una sola ventana en los pisos tercero a trece. En los pisos inferiores, las bahías centrales contienen grandes arcos, el centro de los cuales contiene la entrada. Las bahías exteriores contienen entradas de escaparate. A través de la entrada principal hay un pequeño vestíbulo que conduce al vestíbulo principal en el centro del edificio. Los ascensores y las escaleras conducen a los pisos superiores. Los pisos superiores todavía tienen el diseño original de la habitación, con habitaciones ubicadas en tres lados del edificio y los ascensores, el pasillo principal y las escaleras ubicadas en el cuarto.